# SIG Sauer P290

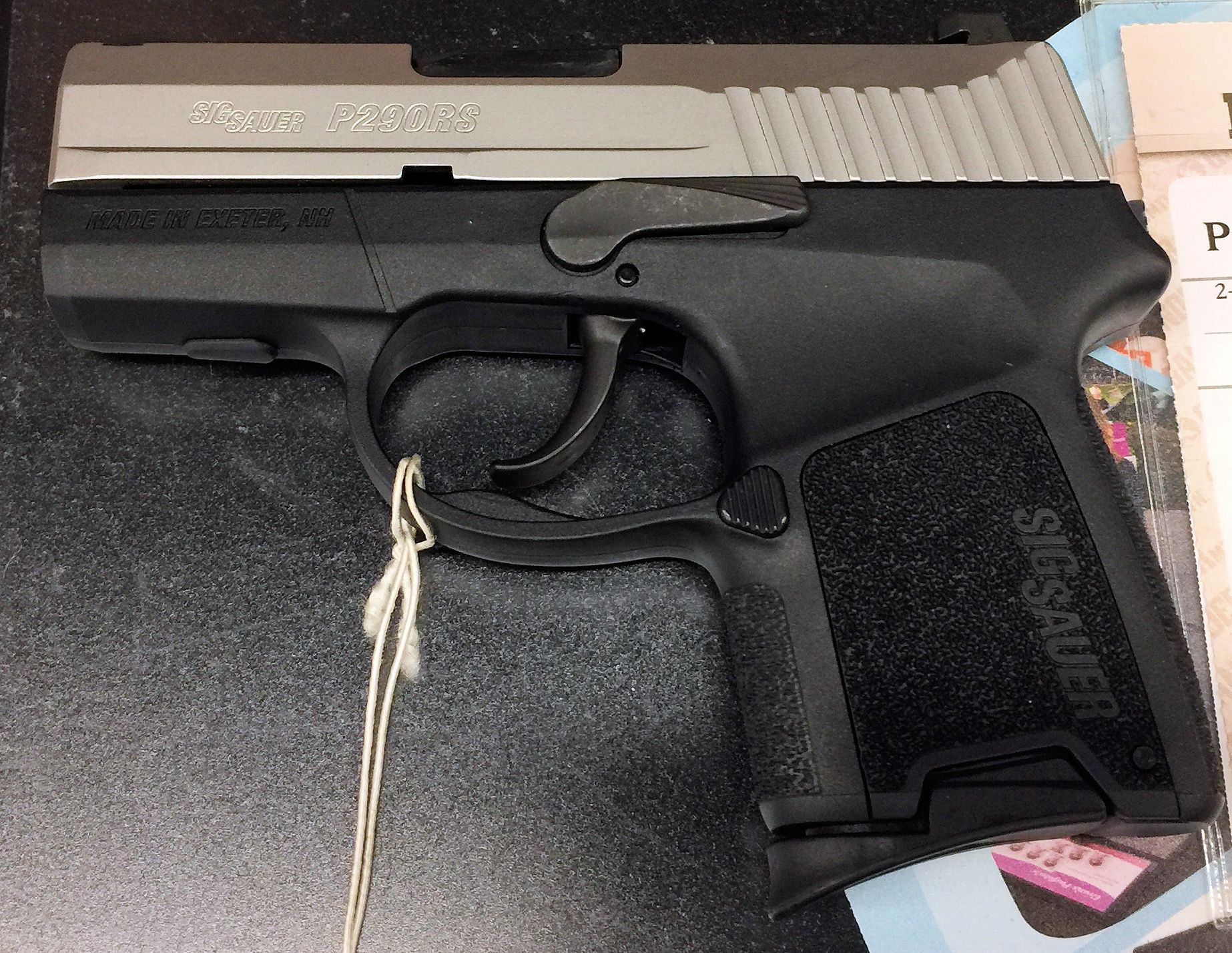
Sig Sauer P290 RS

La SIG Sauer P290RS es una pistola semiautomática con armazón de polímero y corredera de acero inoxidable. 
Está recamarada en 9 x 17 mm (.380 ACP o 9 mm Corto). Es una pistola compacta adecuada para porte oculto. Su acabado es el Nitron de SIG Sauer. Los paneles laterales se pueden intercambiar para un aspecto personalizado. El disparador es de doble acción única (DAO, por sus siglas en inglés) con capacidad de reinicio (de ahí la designación RS en el número del modelo).
Su peso es de 465 g. El cargador aloja hasta 6 cartuchos. La pistola viene con miras nocturnas.
El sitio web de SIG Sauer, Inc. muestra que la P290 es una pistola calibre 9 x 19 mm Luger. El modelo fotografiado aquí es de .380 ACP (9 mm Corto o Kurz). 